# Елизавета Доротея Саксен-Гота-Альтенбургская
Елизавета Доротея Саксен-Гота-Альтенбургская (нем. Elisabeth Dorothea von Sachsen-Gotha-Altenburg; 8 января 1640, Кобург — 24 августа 1709, Буцбах) — принцесса Саксен-Готская, в замужестве ландграфиня Гессен-Дармштадтская и правительница Гессен-Дармштадта в 1678—1688 годах.

## Биография
Елизавета Доротея — старшая дочь герцога Эрнста I Саксен-Гота-Альтенбургского и его супруги Елизаветы Софии Саксен-Альтенбургской, дочери герцога Иоганна Филиппа Саксен-Альтенбургского.
5 декабря 1666 года в замке Фриденштайн в Готе Елизавета Доротея вышла замуж за ландграфа Гессен-Дармштадта Людвига VI. Людвиг был близким другом брата Елизаветы Доротеи герцога Фридриха I Саксен-Гота-Альтенбургского и на момент свадьбы уже вдовцом с шестью детьми.
И Людвиг VI, и пасынок Елизаветы Доротеи Людвиг VII в своих завещаниях назначили её управлять Гессен-Дармштадтом. После смерти Людвига VII в 1678 году Елизавета Доротея приняла бразды правления в Гессен-Дармштадте в качестве регента своего малолетнего сына Эрнста Людвига. При ландграфине работал регентский совет, президентом которого она назначила Вайпрехта фон Геммингена. Интересовавшаяся политикой, умная и энергичная Елизавета Доротея лично руководила заседаниями совета. При ней Гессен-Дармштадт пережил значительный подъём.
После смерти ландграфа Вильгельма Кристофа Гессен-Бингенхаймского в 1681 году вспыхнул конфликт за наследство с гессен-гомбургской династией, в котором Елизавета Доротея претендовала на Бингенхайм и получила его.
По окончании регентства Елизавета Доротея удалилась в свои вдовьи владения в Буцбахе. Елизавета Доротея в течение 52 лет вела дневник, который полностью сохранился, начиная с 1667 года.

## Потомки
- Эрнст Людвиг (1667—1739), ландграф Гессен-Дармштадта, женат на принцессе Доротее Шарлотте Бранденбург-Ансбахской (1661—1705), затем морганатическим браком на Луизе Софии фон Шпигель, графине Эпштейнской (1690—1751)
- Георг (1669—1705), фельдмаршал имперской армии, вице-король Каталонии
- София Луиза (1670—1758), замужем за князем Альбрехтом Эрнстом II Эттинген-Эттингенским (1669—1731)
- Филипп (1671—1736), фельдмаршал имперской армии и правитель Мантуи, женат на принцессе Марии Терезе де Круа (1673—1714)
- Иоганн (1672—1673)
- Генрих (1674—1741), офицер имперской армии
- Елизавета Доротея (1676—1721), замужем за ландграфом Гессен-Гомбургским Фридрихом III (1673—1746)
- Фридрих (1677—1708), каноник Кёльна и Бреслау, фельдмаршал русской армии, женат на Петронелле фон Штокманс (1677—1751)